# Монхајм (Швабија)
Монхајм (њем. Monheim) град је у њемачкој савезној држави Баварска. Једно је од 43 општинска средишта округа Донау-Рис. Према процјени из 2010. у граду је живјело 4.924 становника. Посједује регионалну шифру (AGS) 9779186.

## Географски и демографски подаци
Монхајм се налази у савезној држави Баварска у округу Донау-Рис. Град се налази на надморској висини од 495 метара. Површина општине износи 69,4 km². У самом граду је, према процјени из 2010. године, живјело 4.924 становника. Просјечна густина становништва износи 71 становника/km².